# La Chassagne
La Chassagne [la ʃasaɲ] ist eine französische Gemeinde im Département Jura in der Region Bourgogne-Franche-Comté. Sie gehört zum Arrondissement Lons-le-Saunier und zum Kanton Bletterans. 

## Geografie
In der Gemeinde liegen einige kleine Seen wie der Étang Gaudin, der Étang des Briques und der Étang Fleurot. An der westlichen Gemeindegrenze verläuft das Flüsschen Dorme. Die Nachbargemeinden sind Sergenaux im Norden, Les Deux-Fays im Nordosten, Foulenay im Osten, Chaumergy im Südosten, Beauvernois (Département Saône-et-Loire) im Süden, Chêne-Sec im Südwesten sowie Rye im Westen.

## Bevölkerungsentwicklung
| Jahr                       | 1962 | 1968 | 1975 | 1982 | 1990 | 1999 | 2008 | 2017 |
| -------------------------- | ---- | ---- | ---- | ---- | ---- | ---- | ---- | ---- |
| Einwohner                  | 157  | 140  | 104  | 90   | 85   | 92   | 119  | 119  |
| Quellen: Cassini und INSEE |      |      |      |      |      |      |      |      |

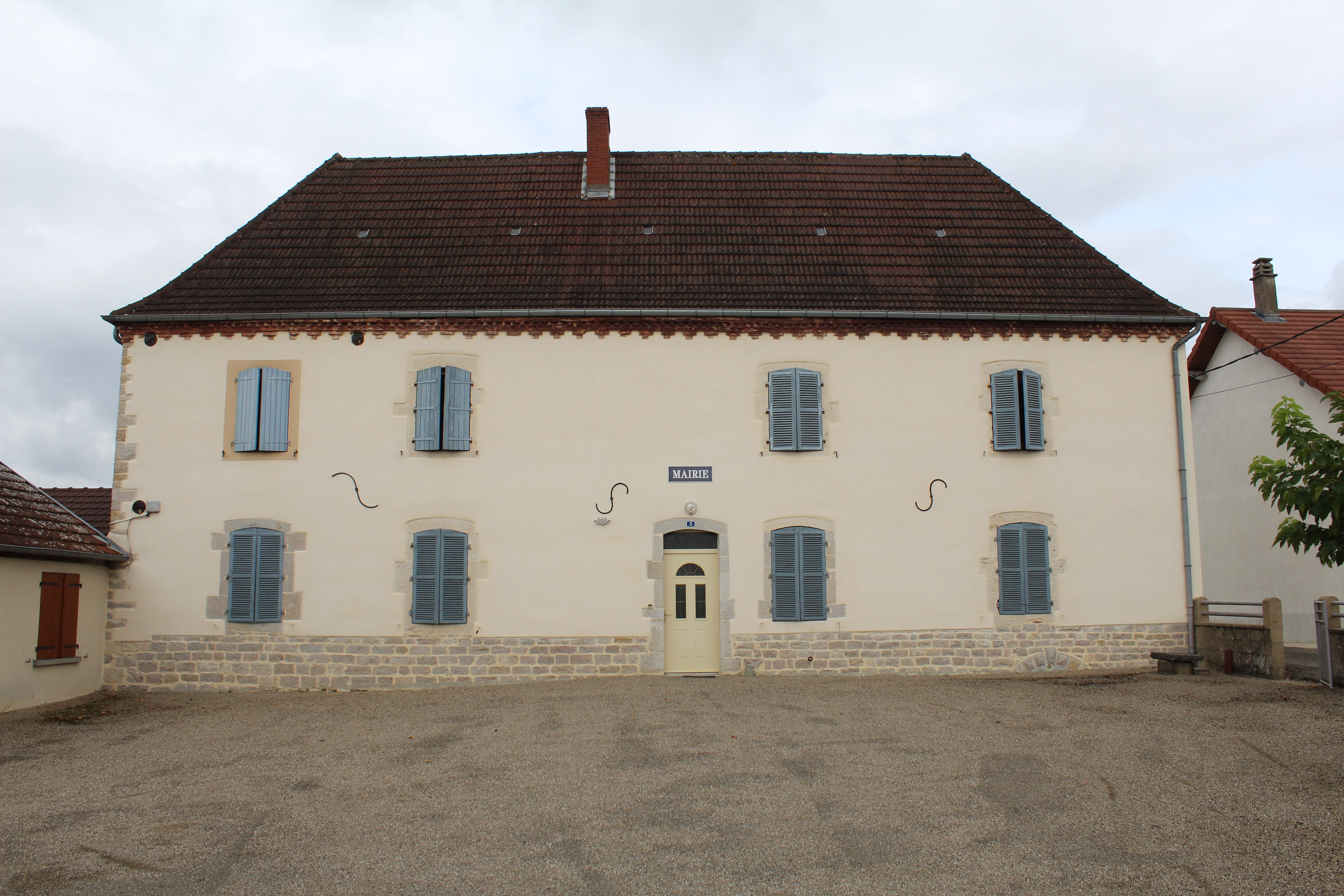
Mairie (Rathaus)
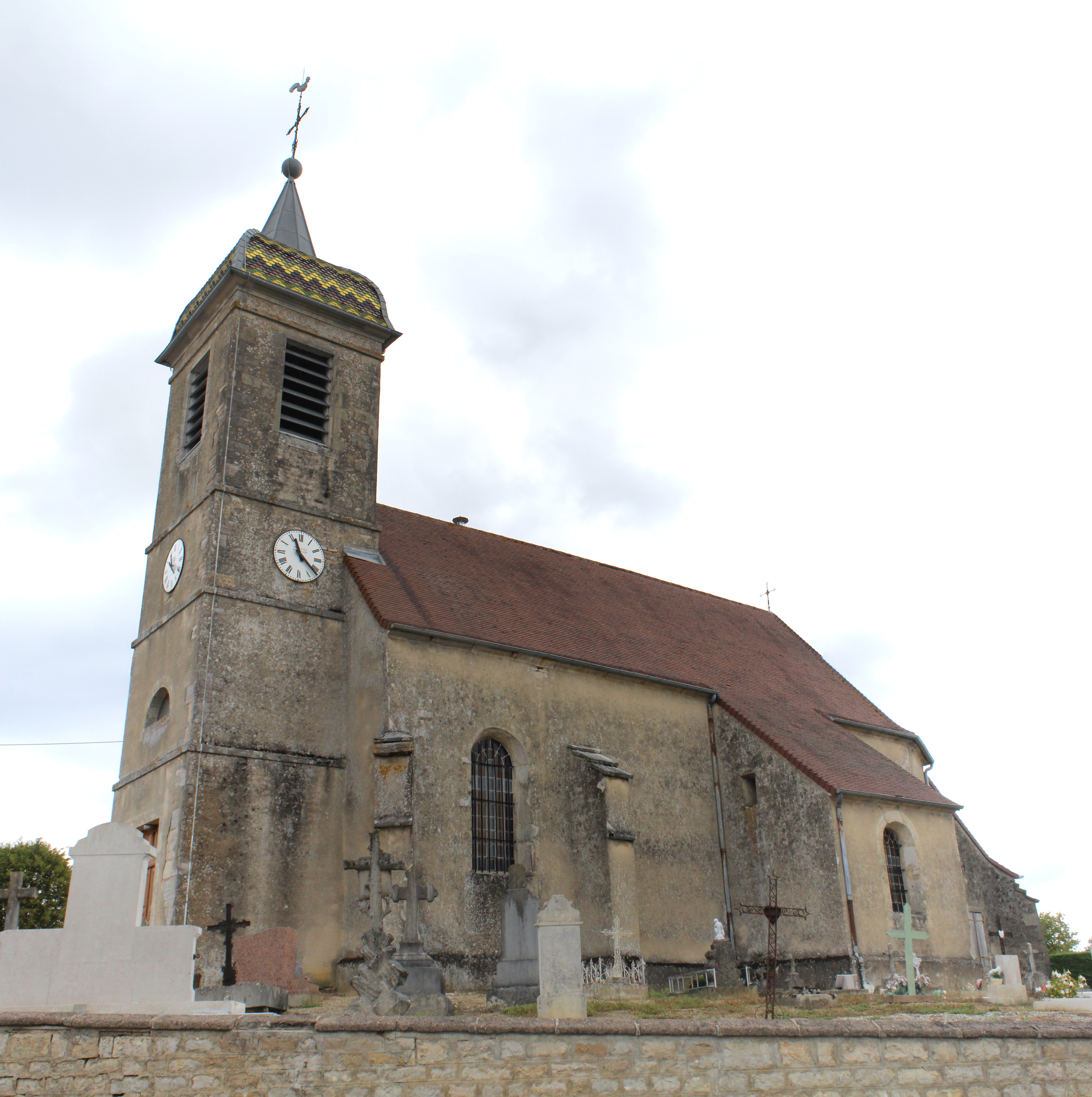
Kirche Assomption-de-la-Bienheureuse-Vierge-Marie